# كلاري غريميت
كلاري غريميت (25 ديسمبر 1891 - 2 مايو 1980) واسمه كلارنس فيكتور هو لاعب كريكيت، ولد في نيوزلندا، لكنه لعب معظم مبارياته في أستراليا ومع أندية أسترالية، ويعتبرة الكثيرين واحد من أرقى رماة الدوران، كما يعود الفضل إليه في تطوير الزعنفة في لعبة الكريكت.

## نشأته في نيوزلندا
وُلِد غريميت في بلدة دنيدن بنيوزلندا، في ليلة رأس السنة من عام 1891، مما دفع بيل أورايلي ليقول عنه «هو أفضل هدية عيد ميلاد تلقتها أستراليا من تلك البلاد».
بدايةً شجعه أحد مدرسيه في المدرسة على التركيز على لعبة البولينج الدوارة بدلاً من لعبة البولينج السريعة، ولعب كريكيت النادي في ولنجتون، وظهر لأول مرة في ولنجتون في سن 17، في ذلك الوقت لم تكن نيوزيلندا دولة معروفة بلعبة الكريكيت، وفي عام 1914 انتقل إلى أستراليا، باعتبارها واحدة من أقوى الدول في لعب هذه الرياضة.

## الحياة في أستراليا
لعب أول مباراة كريكت له في أستراليا مع نادي سيدني ولمدة ثلاث سنوات،  بعد زواجه من من امرأه فكتوريه انتقل إلى ملبورن، حيث لعب لعبة الكريكيت من الدرجة الأولى في فكتوريا، وانتقل بعدها في عام 1923 إلى جنوب أستراليا ليلعب مع فريق الكريكيت الأسترالي.
لعب غريمنت 37 مباراة بين عامي 1924 \ 1936، وحصد من خلال تلك المباريات على 216 ويكيتًا بمعدل 24.21 لعبة فقط. وأخذ اثنين من خمس مدافعات من الويكيت لأول مرة ضد إنجلترا في سيدني في عام 1925. كما أصبح أول لاعب رملي يصل إلى علامة بارزة حيث لعب 200 مباراة، وهو واحد ضمن أربعة من رواد الكريكت الذين لعبوا أولى مباراتهم بعد سن الثلاثين ليحقق أكثر من 100 ويكيت، والثلاثة الآخرون هم ديليب دوشي وسعيد أبداية كان ستة في المباراة الواحدة، تم ازدادت في السنوات الاربع الاخيرة من مسيرته في مباريات الكريكت جنبا إلى جنب مع زميله الدوار الدوار بيل أورايلي، يظل غريمت واحدًا من عدد قليل من الرماة الذين تضم شخصياتهم المهنية أكثر من 200 ويكيت في أقل من 40 مباراة، مسجلاً بذلك رقمًا قياسيًا لأسرع لاعب كريكت بتسجيله لهذا العدد من الويكيات في مبارياته والتي بلغت 37 مباراة  وظل محافظًا على هذا الرقم لمدة 82 عامًا، حتى كسر ياسر شاه الباكستاني ذلك الرقم في ديسمبر 2018 في مباراته ضد نيوزيلندا.
حصل خمس مرات على أكثر لاعب في عدد الويكيت في 21 مناسبة، بدأ لعبه الحقيقي عندما كان يبلغ من العمر 33 عامًا، وأنهى مسيرته وهو بعمر 44 عامًا، لعب مباراته الأخيرة ضد فريق جنوب إفريقيا في ديربان. وعلى الرغم من عمره إلا أنه كان الأفضل، وحقق مسيرة من النجاحات المستمره في لعبة الكريكيت من الدرجة الأولى، وفي 1936 أصيب في مباراة مع فريقة الأسترالي ضد إنجلترا، وحل محله فرانك وارد، ولم ينضم بعدها لجولة 1938 في إنجلترا.
يحمل سجله عدد 1424 ويكي في 248 مباراة بين عامي 1911 و1941، بمعدل قريب من ستة ويكي في المباراة الواحدة. شمل هذا المجموع 5 أكياس من الويكيت في أكثر من 120 مناسبة، وحقق 10 ويكيات في عرض واحد للجولة الأسترالية المتجولة ضد يوركشاير في عام 1930، وهو واحدة من عدد قليل جدا من اللاعبين الذين حصلوا على نصيب عالي في الادوار التي لعب بها.

## جوائز وتكريمات
حصل على لقب ويسدن كريكيت في عام 1931 في نفس العام الذي كان فيه دونالد برادمان، توفي بمدينة أديلايد الأسترالية في عام 1980، وأُدرج بعد وفاته في قاعة مشاهير الكريكيت الأسترالية في عام 1996 كأحد الأعضاء العشرة الاوائل، وفي 30 سبتمبر 2009 تم تجنيدة في قاعة مشاهير المجلس الدولي للكريكت.

## روابط خارجية
- كلاري غريميت على موقع إي آس بي آن كريك إنفو (الإنجليزية)
- كلاري غريميت على موقع قاعة أستراليا للمشاهير الرياضية (الإنجليزية)